# Mike Dirnt
Pour les articles homonymes, voir Pritchard.
 (avril 2025).
Si vous disposez d'ouvrages ou d'articles de référence ou si vous connaissez des sites web de qualité traitant du thème abordé ici, merci de compléter l'article en donnant les références utiles à sa vérifiabilité et en les liant à la section « Notes et références ».
Mike Dirnt (de son vrai nom Michael Ryan Pritchard), né le 4 mai 1972 à Berkeley, est un musicien américain, bassiste du groupe de punk rock Green Day.

## Biographie
Michael Ryan Pritchard est né en 1972 d’une mère accro à l'héroïne (il en a d'ailleurs gardé des séquelles). Placé dans une famille adoptive dont les parents divorcent lorsqu’il a 15 ans, il n’a pas eu une enfance facile. Après s’être finalement installé avec sa mère adoptive et sa demi-sœur ainée Myla, Mike devient rapidement indépendant. Il fera une fugue et sa mère le retrouvera au poste de police. Depuis ce jour, Mike n'exprimera plus vraiment ses sentiments et se renfermera.
Il rencontre Billie Joe Armstrong à la cafétéria de son école à l’âge de 10 ans et les deux garçons se retrouvent chez Billie Joe pour jouer de la guitare. Mike se met finalement à la basse. Pendant les cours, impatient de pouvoir rentrer chez lui pour jouer de son instrument fétiche, il fredonne les airs qui lui passent par la tête en imitant le son de la basse, « dirnt, dirnt, dirnt », ce qui l'inspire lors de la prise de son pseudonyme, Mike étant le diminutif de Michael, ce mélange donnera Mike Dirnt.
À 19 ans, il loue une chambre dans la maison de Billie Joe (ainsi pour la payer il travailla au Rod's Hickory Pit, le bar où était employée Ollie Armstrong, la mère de Billie Joe). En 1986, ils forment ensemble « Sweet Children », rebaptisé Green Day en 1989.
Mike se marie en 1995 avec sa petite amie Anastasia et devient papa d'Estelle Désirée en avril 1997 puis divorce. Il se remarie en 2003 avec une certaine Sarah mais elle quitte Mike le jour où le groupe termine les séances d'enregistrements d'American Idiot car, selon elle, il était plus souvent au studio qu'avec elle. Divorcé deux fois, il s'est marié avec sa petite amie Brittney Cade le 14 mars 2009, avec qui il a eu un fils, Brixton Michael, né le 11 octobre 2008 (en référence à la chanson du groupe The Clash, The Guns of Brixton), et une petite fille prénommée Ryan Ruby Mae, née le 29 novembre 2010.
Mike possède son propre restaurant : le Rudy’s Can’t Fail Café situé à Oakland. Étant végétarien, son restaurant propose de la nourriture végétarienne.
Mike Dirnt a créé sa propre chaussure, la Schubert. Elle est vendue sous la marque Macbeth, marque créée par Tom DeLonge, guitariste de Blink 182. Cette chaussure est 100 % végan, créée à partir d'aucune matière animale.

## Matériel
Mike joue actuellement sur une basse Fender de type Precision Bass de couleur blanche et noir, appelée Stella. Depuis quelques années, Fender propose même un modèle spécial « signature » à son nom. Squier, la sous-marque de Fender, a elle aussi sorti une basse en son nom ; la « Mike Dirnt Precision Bass ». Il joue de la basse avec un médiator.

### Basses
- Mike Dirnt Precision Bass (dans différentes couleurs : noire, blanche et sunburst 2 tons)
- Fender 1969 Vintage Precision Bass (avec un BadAss II Bridge, des Seymour Duncan Antiquity Pride II Pickups) aka "Stella"
- Fender Standard Precision Bass
- Fender American Jazz Bass (avec le "S-1 Switch" en position basse)
- Fender 1966 Vintage Precision Bass
- Gibson G3 Bass
- Peavey Patriot Bass (ne l'utilise plus sur scène)

### Amplification
- Mesa/Boogie M-2000 Head (x3)
- Mesa/Boogie 6x10 Custom Cab (x2+)
- Mesa/Boogie 1x18 Cab (x2+)
- Mesa/Boogie 2x10 Cab (x2+)
- Fender Pro 1200 Head (x2)
- Fender Pro 800 Head (x1)
- Fender Pro 810 Cab (x3+)

### Autres

#### Effets
- Shure ULX Wireless
- Custom Audio Electronics Switcher
- Custom Moody 2.5" Signature Leather Straps
- Zinky Master Blaster Boost Pedal
- Zinky True Grit Overdrive Pedal

#### Médiators
- Dunlop Tortex 0.76 - 0.88mm Custom

#### Cordes
- GHS
- Ernie Ball Super Slinky Strings
- Fender 7250M Strings

## Groupes et place au sein du groupe
Il joue aux côtés de Billie Joe Armstrong et de Tré Cool dans Green Day. Il joue ou a également joué avec ; The Frustrators, Screeching Weasel, Crummy Musicians, Squirtgun, The Network et Foxboro Hot Tubs. 
Il est bien sûr bassiste mais accompagne souvent vocalement et fait ainsi les chœurs sur la plupart des chansons du groupe.
Bien que Billie Joe soit le principal compositeur du groupe, Mike a composé Enemius Sleepus, J.A.R., Scumbag, Ha Ha You're Dead et Nobody Likes You, la troisième partie de Homecoming, où il chante en première voix. Il a coécrit Panic Song, Best Thing in Town et Sweet Children avec Billie Joe. Il chante également la chanson Governator (du single American Idiot) et Modern World, la deuxième partie d'American Eulogy.